# 珠光街道
珠光街道（しゅこうがいどう）は、広州市越秀区の街道。現行行政地名は珠光街道東沙角社区、珠光街道越秀南社区などの社区14個がある。

## 地理
広州市越秀区の中南部に位置している。

## 行政区画
14街道を管轄する。

## 施設

### 交通
・地下鉄の駅：